# Ilha do Rei (Chafarinas)
A Ilha do Rei, ou Ilha do Rei Francisco, é uma das ilhas que formam parte do arquipélago das Chafarinas, juntamente com a Ilha do Congresso e a Ilha de Isabel II. Constitui uma das plazas de soberanía espanholas, situada no mar Mediterrâneo, ao norte da África. Atualmente, são administradas pelo Ministério da Defesa da Espanha.